# 德明中學
德明中學是一家位於香港旺角洗衣街62號之較為親國民政府學校。

## 歷史
創立於1934年，現已結業。這家學校的營運資金有著陳濟棠及胡漢民的支持，所以在當年很有名氣。
據台灣企業家林百里憶述：「這個學校只有一幢大樓，而且從樓下走到樓頂，可以從幼稚園唸到大學。」在當年，有不少學生在高中畢業後以具高中學歷之香港僑生身份進入台灣之公私立大學繼續升學；而沒有能力負擔前往台灣旅費的學生，就只能夠在香港而由中華民國教育部授與學位的珠海書院繼續升學。由於香港當時的特殊政治環境，有不少有志投身教育事業的人都是德明中學畢業生，例如香港培正中學前任校長陳燿煜。陳燿煜在德明中學完成學業後，前往台南市國立成功大學繼續升學。
- 1934年創校，校址位於洗衣街62號
- 1936年於告士打道86號增設灣仔分校
- 1939年以亞皆老街124號洋房開設小學和女子中學
- 1949年，購入正校相鄰76號一併重建校舍。其後洋房重建為四層校舍，向街立面由突出的窗格牆板組成，有32個課室，另有特別課室、實驗室和圖書館。
- 分校於1961年遷往梭椏道
- 1966年遷入高17層正校新校舍，有139個課室，政府推出免費教育，因私校經營困難，德明停辦，1979年重建成德寶大廈。

另外，由於德明中學特殊的政治背景，在陳濟棠逝世當年，德明中學曾為陳濟棠在香港舉行極為盛大的悼念活動，並出版成書，紀念陳濟棠的生平，以及紀錄追悼會的種種。
1980年代，港英政府大量投放資源於教育，使當時的香港私立學校辦學困難，有不少私立學校轉型接受政府的監管與資助。德明中學不希望改變辦學理念，所以在1986年決定把所有學校停辦；目前僅存德明書院夜間部，校址亦於1996年搬遷至九龍尖沙咀漆咸道南115號五至六樓。

## 相關學校
- 德明財經科技大學（台北內湖）

## 知名/傑出校友
- 潘鹤：中国雕塑家
- 蘇民峰（小一）：香港堪輿學家[1]
- 鄧光榮（小學）：香港已故男演員
- 邰正宵（小學）：香港男歌手
- 陳燿煜：香港教育家，前香港培正中學校長
- 梁次震（小學及中學）：臺灣企業家，廣達電腦共同創辦人[2]
- 林百里：台灣企業家，廣達集團創辦人、總裁、香港晶門科技非執行主席（1960年入讀中一[3]，1965年入讀中六[4]）
- 任善寧（1960年小六、1965年中五）：前立法局議員，曾創立一二三民主聯盟[5][6]
- 關沃暖（高中）：台灣僑選立法委員
- 林森成：前香港區議員
- 李天命（1964年中六）：香港著名哲學家、作家、詩人，前香港中文大學哲學系講師[7][8]
- 梅小青：香港無綫電視製作部戲劇製作總監[9]
- 李志衡：元洲街邨安安幼稚園斬人案兇手
- 鄭宇碩（小學部）：前香港城市大學政治學教授
- 陳耀南（1956年中三）：香港大學、香港理工學院、臺灣的國立中正大學、國立中興大學榮休及榮譽教授[註 1]
- 狄志遠（小學部）：香港政治人物[註 2]
- 潘國城（小一至小四）：前規劃署署長[註 3]
- 水禾田（小學部）：香港著名攝影師[註 4]
- 張玉芳（葛蘭）（中學部）：香港著名電影演員歌星，高福全夫人，高可寧兒媳。
- 陳欣健：香港電影人（幼稚園至1955年小五）
- 鄭國江：香港填詞人（1964年英文書院部中五[10]）[註 5]
- 程萬琦：香港已退役籃球運動員、香港商人[11]
- 倫文標：香港兒童文學作家（1968年）[12]
- 梁熾靈：前聖公會聖匠中學校監（1957年中五）[13]
- 榮念曾：香港藝術家（1961年中六）[14]
- 梁友聯：前柴灣海星小學、秀茂坪天主教小學下午校及長洲聖心學校榮休校長（1963年中六）[15][16][17]
- 余煊：中華基督教會香港區會學務總監及屬校校監、前香港教育大學教育政策與領導學系副教授及前中華基督教會協和小學校長[18]
- 周厚澄，GBS，JP：已故香港荃灣區議會前主席[19]
- 黃重光，JP：香港精神科專科醫生及教育心理學家、前香港中文大學精神科學系教授兼系主任（1955年至1958年幼稚園、1958年至1959年小一）

## 外部連結
- 方寬烈，（2006年），德明中學和陳樹桓，《明報月刊》。
- 中國全國文化信息資源共享工程：德明中學
- 美西德明校友會 （页面存档备份，存于）
- 九龍旺角德明童軍卅五旅 （页面存档备份，存于）
- 德明校友會 （页面存档备份，存于）
- 香港德明校友會 （页面存档备份，存于）
- 香港德明書院 （页面存档备份，存于）